# Skaraborgs sjukhus
Skaraborgs sjukhus (SkaS) är ett akutsjukhus som erbjuder vård inom ett trettiotal specialiteter. Sjukhuset har verksamhet i Skövde, Lidköping, Falköping och Mariestad, och är en del av Västra Götalandsregionen.
SkaS har omkring 4 200 anställda i ett upptagningsområde med cirka 260 000 invånare.  Detta område omfattar Skaraborg, det vill säga de femton kommuner i Västra Götalands län som tidigare ingick i Skaraborgs län. Vid sjukhuset bedrivs även forskning, utvecklingsarbete och utbildning.
Skaraborgs sjukhus vision är "god vård i utveckling."
Skaraborgs sjukhus i Falköping bedriver rättspsykiatrisk vård.

## Historik
År 1965 tog landstinget i Skaraborgs län beslut om en ny organisation av sjukvården i länet som kom att kallas Skaraborgsmodellen. Den bestod av att ett nytt centralt sjukhus kallat Kärnsjukhuset skulle byggas i Skövde och innehålla spetskompetensen inom sjukvården. De övriga sjukhusen i Lidköping, Falköping och Mariestad skulle finnas kvar, men uppdragen reduceras och därefter kallas bassjukhus. Därutöver skulle det finnas primärvård i form av vårdcentraler. År 1976 var Kärnsjukhuset helt klart och den nya organisationen var därmed implementerad.
När Västra Götalands län bildades 1998 kvarstod gamla Skaraborgs län som ett eget sjukvårdsområde, förutom Mullsjö och Habo som övergick till Jönköpings län.